# (16953) Besicovitch
(16953) Besicovitch est un astéroïde de la ceinture principale.

## Description
(16953) Besicovitch est un astéroïde de la ceinture principale. Il fut découvert le 27 mai 1998 à Prescott (Arizona) par Paul G. Comba. Il présente une orbite caractérisée par un demi-grand axe de 3,14 UA, une excentricité de 0,21 et une inclinaison de 14,8° par rapport à l'écliptique.

## Compléments